# إعصار بنغلاديش 1991
كان إعصار بنغلاديش 1991 من بين أكثر الأعاصير المدارية فتكًا. تشكل الإعصار المداري من مساحة كبيرة من الحمل الحراري فوق خليج البنغال في 24 أبريل، وتطور في البداية تدريجيًا بينما كان يتعرج فوق خليج البنغال الجنوبي. في 28 أبريل، بدأت العاصفة في التسارع باتجاه الشمال الشرقي تحت تأثير الجنوب الغربي، واشتدت بسرعة إلى قوة عاصفة شديدة الإعصار بالقرب من ساحل بنغلاديش في 29 أبريل. بعد أن وصلت إلى اليابسة في منطقة شيتاغونغ في جنوب شرق بنغلاديش مع رياح تبلغ حوالي 250 كم في الساعة (155 ميلاً في الساعة)، ضعُف الإعصار بسرعة أثناء تحركه عبر شمال شرق الهند، وتقلّص إلى أن انخفض تأثيره فوق مقاطعة يونان في غرب الصين.
يعتبر أحد أقوى الأعاصير المدارية التي تم تسجيلها على الإطلاق في الحوض، تسبب الإعصار المداري في ارتفاع عاصفة تبلغ 6.1 م (20 قدمًا)، مما أدى إلى غمر الساحل، وتسبّب في مقتل 138،866 شخصًا على الأقل، وأضرار مادية بحوالي 1.7 مليار دولار أمريكي. نتيجة للضرر الكارثي، نفذت الولايات المتحدة ودول أخرى عملية (Sea Angel)، وهي واحدة من أكبر جهود الإغاثة العسكرية التي تم تنفيذها على الإطلاق.